# Chiesa di San Marco dei Veneziani
La chiesa di San Marco dei Veneziani è una chiesa del centro storico di Bari, ubicata in vico San Marco.

## Storia
Non esistono documenti che chiariscano le origini della chiesa. La costruzione è attribuita dal Beatillo al 1002-1003, per celebrare la liberazione di Bari dai Saraceni ad opera del doge di Venezia Pietro Orseolo II. In realtà questa notizia è, per alcuni storici, controversa. Più probabilmente l'edificio, di cui recentemente è stata riscoperta una sottostruttura bizantina, databile al X secolo, è stato in periodo imprecisato adoperato dalla colonia dei Veneziani, residenti a Bari per ragioni prevalentemente commerciali.
La prima menzione documentata risale a una pergamena del 1187: una bolla dell'arcivescovo Rainaldo a favore del vescovo di Cattaro, ove, tra i firmatari, compare un Maione, abbas sancti Marci (abate della chiesa di San Marco).
Altri riferimenti si ritrovano fra il XIII e il XV secolo.
In epoca imprecisata si colloca un'epigrafe che ricorda un restauro o un ampliamento della chiesa ad opera di un medico barese di nome Giovanni, attualmente conservata presso il lapidario del Museo Diocesano: Lapsa vetustate domus haec tibi, Marce beate/ Durat in his annis, studio renovata Ioannis,/ Ergo, Pater, cura sibi digna rependere iura,/ Et pro collatis medium coniunge Beatis.
Dalla visita dell'arcivescovo Tommaso Ruffo (1648-86), risulta che a quell'epoca la chiesa conduceva normale attività liturgica, affidata alle cure dell'arcidiacono e dell'arciprete della cattedrale, che abitavano nei pressi.
Alla chiesa era annessa la confraternita detta appunto di San Marco, che però nel 1809 si trasferì in Sant'Agostino. Vi si insediò poi la confraternita di S. Antonio da Padova, che ancora oggi ne ha cura.

## Descrizione

### Esterno
La facciata della chiesa conserva in parte il suo aspetto romanico, a capanna, con tetto a doppia falda, chiusa da due alte paraste ai lati, che la dividevano in origine in tre navate.
La navata destra è stata distrutta, mentre quella di sinistra, su cui si apre un piccolo portale, un tempo sormontato dall'epigrafe di un medico barese che si occupò del restauro della chiesa, non è visibile in quanto vi è stata addossata una costruzione a più piani, successivamente acquistata in parte dalla confraternita.
Elemento decorativo della facciata è un rosone a raggiera, a ghirlande e colonnette, con un piccolo leone alato al centro, opera forse dello scultore Pietro Facitolo di Bari (fine XII - inizi XIII sec.).
Più in basso rispetto al rosone troviamo due monofore centinate e il portale a tutto sesto (XI-XII sec.), che presenta una cornice con quattro archeggiature, di cui le due esterne sono dentellate, mentre, di quelle interne, una è a grani di rosario, l'altra ad archetti.
La parte posteriore del prospetto principale ha sull'entrata della sagrestia una formella policroma che raffigura la Vergine del Pozzo tra i santi Marco e Antonio.
Sovrasta la formella un campaniletto a vela con due fornici arcuati.

### Interno
Successivi restauri e modifiche, e la distruzione di una navata, hanno compromesso la struttura medievale interna.
Le due navate sono scandite da robusti pilastri che sorreggono volte a vela o a botte.
L'impianto di calpestio attuale è sopraelevato rispetto all'originale.
Le tele e gli altari manifestano gusto e stile di periodi differenti, compresi tra tardo rinascimento (un Crocifisso ligneo proveniente dalla cattedrale) e XVIII-XIX secolo.
L'altare maggiore è stato rifatto nel 1893 per volere dei confratelli, come attesta l'epigrafe collocata sulla parte sinistra dell'altare stesso.

### Opere
Opere presenti nella chiesa sono:
- una pala di Umberto Colonna del 1953, raffigurante la Madonna del Pozzo con san Marco a sinistra, e sant'Antonio a destra;
- un'acquasantiera con un'immagine in rilievo di S. Antonio, a lato dell'ingresso;
- un altare di fattura settecentesca con tabernacolo, nella navata di sinistra. Tale altare è sormontato da una nicchia dove è collocata la statua lignea della Madonna del Pozzo;
- una tela raffigurante San Nicola a mezzo busto, di artista anonimo, offerta nel 1899 dalla corporazione dei marinai;
- una tela raffigurante San Marco con il Leone, che reca l'iscrizione: Per devozione di D. V. Diana del fu Michele, da Tatulli nel 1826;
- una tela con Santa Maria del Pozzo, anteriore al 1835;
- statue lignee e di cartapesta di S. Antonio e della Madonna del Pozzo.